# Ole Wackström
Ole Rafael Wackström, född 20 september 1932 i Borgå landskommun, död 8 april 2015 i Borgå, var en finländsk tävlingscyklist. Han var far till Patrick och Sixten Wackström.
Wackström deltog i OS 1968 i Mexiko och München 1972, i VM-tävlingarna 1959, 1960, 1967 och 1971, i Nordiska mästerskapen hela 10 gånger, med tre lagbrons som bäst (1964, 1968 och 1971). I FM vann han individuellt 13 guld, i Borgå Akilles lag 16, summa 29 guld 1955–1974; sammanlagda antalet medaljer på FM-nivå stiger till 59, varav 32 individuella. År 1975 tog han sin sista FM-medalj (silver) i 100 kilometer lag, i laget ingick också hans son Patrick. Bland andra större framgångar han noterat märks 4:e placeringen i 4-dagarsloppet i Berlin 1955 och segrarna i Borgåloppet 1968 och Åbo kvarterslopp 1969. 
Wackström satte under sin aktiva tid många finländska rekord, bland annat på 5 kilometer (6.32,5), 10 kilometer (13.20,8), 20 kilometer (27.11,6), 30 kilometer (41.12,0), 40 kilometer (55.13,0) och 1 timme (43.415 meter). Han var 1980 och 1984 tränare för de finländska OS-cyklisterna och verkade flera år som tränare och ledare inom Svenska Finlands Idrottsförbund. Wackström. till yrket telefonmontör, tilldelades 1967 Sport-Pressens guldmedalj tillsammans med Grönlandsfararen Erik Pihkala.